# جاستيفايرس
جاستيفايرس (بالأنجليزية: Justifiers) هي فرقة جنود مشاة خيالية تظهر في عالم دي سي كوميكس.

## تاريخ النشر
ظهرت الفرقة للمرة الأولى في الناس إلى الأبد #3 (حزيران / يونيه 1971) تم إنشاؤها من قبل جاك كيربي.

## السيرة الذاتية للشخصيات الخيالية
الجاستيفايرس هم محاربون يُستخدمون أحياناً كقوات عسكرية في جحافل أبوكوليبس، يفترض بأنهم مدعومين من قبل لا شيء غير معادلة مضاد-الحياة نفسها. يقومون بغسل أدمغة الناس الذين أعطوا دروع وأسلحة من أبوكوليبس. عادة ما يتم غسيل الدماغ من قبل غودري غودفري. في ظهورهم الأول، تم أستخدام الجاستيفايرس لمساعدة دارك سايد لتعقب الأشخاص إلى الأبد. الناس إلى الأبد.
خلال قصة الأزمة النهائية، يظهر الجاستيفايرس كجنود مشاة لدارك سايد. بل شوهد البعض مع ليبرا عندما تم تشكيل الجمعية السرية للأشرار الخارقين. كما تم تحويل هيومان فلايم إلى واحداً منهم من خلال وجود خوذة الجاستيفاير- والتي تكرر بأستمرار معادلة مضاد-الحياة من خلال مكبر الصوت داخله - على رأسه. عندما حاول ليكس لوثر الإطاحة ليبرا، حاصره الجاستيفايرس (بما في ذلك هيومان فلايم) عندما قدم ليبرا عرضه الأخير إلى ليكس: أقسم اليمين إلى داركسيد أو يتم تحويله إلى جاستيفاير. كيلر كروك, البرق الأسود, شخص يشبه الكابتن كولد, دونا تروي, غوريلا غرود, السهم الأخضر, آيس, مان-بات, البجعة الفضية, ستارفاير، تايفون هم من بين العديد من مرتبة الميتاهيومانز من الأبطال والأشرار الذين تحولوا إلى الجاستيفايرس. في وقت لاحق يقال بإنه حرفياً عند باب المجمع الذي يخفي رئيس الولايات المتحدة.
كما تبين، خوذات الجاستيفايرس المحدثة هي مزيج بين تقنية أبوكوليبسية وأجهزة تحكم ماد هاتر في العقل. تثبت تقنية هاتر بأنها غير قابلة للكسر في ليبرا: بعد أن أجبر على مشاهدة أبنته تتعرض للمعادلة، يعمل دكتور سيفانا مع ليكس لوثر ويمنحه السيطرة على الجاستيفايرس  من خلال تنشيط جهاز ينقل صوته إلى دارك سايد، مشيراً إلى أن أجهزة هاتر قديمة بالمقارنة مع تكنولوجياته الخاصة. ثم يستخدم لوثر الجاستيفايرس لمهاجمة الفيوريز الأنثوي. ويتم إطلاق سراح الأبطال (ويفترض الأشرار أيضاً) من إبرام المعادلة عندما قامت المرأة المعجزة (المحررة من السيطرة العقلية) بلفّها حول جثة دارك سايد، معطلة سيطرتها. ويصبح اولئك الذين تحولوا إلى الجاستيفايرس الآن أحرار.

## القوى والقدرات
ليس لدى الجاستيفايرس قوى خاصة بهم، لكنهم يستخدمون الأسلحة التي تدعمها معادلة مضاد-الحياة.

## وصلات خارجية
- الجاستيفايرس في دي سي كوميكس ويكي
- الجاستيفايرس في كوميك فاين